# Islamische Universität Omdurman
Die Islamische Universität Omdurman (arabisch: جامعة أم درمان الإسلامية ; englisch: Omdurman Islamic University (OIU)) ist eine 1901 gegründete Islamische Universität in der Stadt Omdurman, der größten Stadt des Sudan und dem religiösen Zentrum des Landes. Omdurman wurde von Mahdi Muhammad Ahmad gegründet. Die Universität ist Mitglied der Vereinigung der Universitäten der islamischen Welt (englisch: Federation of the Universities of the Islamic World; Abk.: FUIW).

## Alumni
- Issam El-Bashir
- Ali Muhammad As-Sallabi